# Coullemelle
Coullemelle település Franciaországban, Somme megyében. Lakosainak száma 309 fő (2022. január 1.). Coullemelle Rocquencourt, Esclainvillers, Grivesnes, Quiry-le-Sec és Villers-Tournelle községekkel határos.

## Népesség
A település népességének változása:
| Lakosok száma | 336  | 339  | 343  | 332  | 326  | 320  | 314  | 309  | 309  |
|               | 2013 | 2015 | 2016 | 2017 | 2018 | 2019 | 2020 | 2021 | 2022 |